# Catch .44
Catch .44 es una película de acción protagonizada por Bruce Willis, Malin Akerman, Deborah Ann Woll, Nikki Reed y Forest Whitaker.

## Sinopsis
Tes, Dawn y Kara son tres chicas trabajando en puestos sin futuro y que apenas les da para vivir en Las Vegas. Sus vidas cambian radicalmente cuando Tes se encuentra con un interesante extraño llamado Mel. Cuando Mel les ofrece a las chicas la oportunidad de una vida mejor a través del crimen ellas aceptan la oferta para verse empujadas a una situación de vida o muerte que implica a un psicópata asesino a sueldo, un camionero y un ilusionado cocinero.

## Reparto
- Bruce Willis en el papel de Mel.
- Malin Akerman en el papel de Tes.
- Deborah Ann Woll en el papel de Dawn.
- Nikki Reed en el papel de Kara.
- Forest Whitaker en el papel de Ronny.
- Shea Whigham en el papel de Billy.

## Producción
Originalmente las asesinas iban a ser Maggie Grace como Tes, Laura Ramsey como Kara y Sarah Roemer como Daw y Burt Reynolds como Mel, pero luego fueron cambiadas por Lizzy Caplan como Dawn, Malin Åkerman como Tes y Kate Mara como Kara. Finalmente, y a pocas semanas del comienzo del rodaje, se anunció que definitivamente serían Malin Akerman, Deborah Ann Woll y Nikki Reed. 
Como nota curiosa se puede apuntar que dos de las asesinas, son actrices que interpretan a vampiros en la serie y la película más populares del género en este momento: True Blood y la saga Crepúsculo. Además los dos últimos cástines para el papel de Dawn han ido a parar a manos de dos actrices de True Blood: Deborah Ann Woll y Lizzy Caplan, quien tuvo un papel en la primera temporada de la serie.
La película se empezó a grabar el 8 de julio de 2010 en Shreveport, Luisiana y aún no tiene fecha de estreno.